# Glincz
Glincz (kaszub. Glincz) – wieś kaszubska w Polsce położona w województwie pomorskim, w powiecie kartuskim, w gminie Żukowo, przy drodze krajowej nr 20 ze Stargardu do Gdyni.
Wieś jest siedzibą sołectwa Glincz w którego skład wchodzi również miejscowość Piaski. Integralne części Glincza noszą nazwy Nowy Glińcz i Stary Glińcz. Na zachód od Glincza znajduje się rezerwat przyrody Jar rzeki Raduni.
W latach 1975–1998 miejscowość administracyjnie należała do województwa gdańskiego.